# Санзе
Санзе́ (фр. Sanzey) — коммуна во французском департаменте Мёрт и Мозель региона Лотарингия. Относится к кантону Туль-Нор.

## География
Санзе расположен в 50 км к юго-западу от Меца и в 27 км к западу от Нанси. Соседние коммуны: Руайоме и Манонкур-ан-Вуавр на северо-востоке, Мениль-ла-Тур, Андийи и Авренвиль на востоке, Буврон на юго-востоке, Ланье на юге.
Коммуна находится к юго-востоку от массива лесов Королевы.

## История
- На территории коммуны находятся следы галло-романского периода.
- В различные времена деревня носила название сначала Sanzeia, затем Senzey и, наконец, Sanzey.
- Санзе когда-то была сеньоратом с замком. Однако, многочисленные войны, прошедшие через эти места, стёрли следы этой эпохи.

## Демография
Население коммуны на 2010 год составляло 135 человек.
| 1962 | 1968 | 1975 | 1982 | 1990 | 1999 | 2010 |
| ---- | ---- | ---- | ---- | ---- | ---- | ---- |
| 105  | 100  | 95   | 91   | 119  | 138  | 135  |

## Достопримечательности
- Церковь 1852 года.